# Tyngdlyftning vid olympiska sommarspelen 2024
Tyngdlyftning vid olympiska sommarspelen 2024 arrangerades mellan den 7 och 11 augusti 2024 i Paris Expo Porte de Versailles i Paris i Frankrike.

## Medaljsammanfattning
| Damernas grenar    | Guld                 | Guld        | Silver                  | Silver | Brons                           | Brons  |
| 49 kg Detaljer...  | Hou Zhihui Kina      | 206 kg      | Mihaela Cambei Rumänien | 205 kg | Surodchana Khambao Thailand     | 200 kg |
| 59 kg Detaljer...  | Luo Shifang Kina     | 241 kg 0OR0 | Maude Charron Kanada    | 236 kg | Kuo Hsing-chun Kinesiska Taipei | 235 kg |
| 71 kg Detaljer...  | Olivia Reeves USA    | 262 kg      | Mari Sánchez Colombia   | 257 kg | Angie Palacios Ecuador          | 256 kg |
| 81 kg Detaljer...  | Solfrid Koanda Norge | 275 kg 0OR0 | Sara Ahmed Egypten      | 268 kg | Neisi Dajomes Ecuador           | 267 kg |
| +81 kg Detaljer... | Li Wenwen Kina       | 309 kg      | Park Hye-jeong Sydkorea | 299 kg | Emily Campbell Storbritannien   | 288 kg |

| Herrarnas grenar    | Guld                        | Guld              | Silver                       | Silver | Brons                                               | Brons  |
| 61 kg Detaljer...   | Li Fabin Kina               | 310 kg            | Theerapong Silachai Thailand | 303 kg | Hampton Morris USA                                  | 298 kg |
| 73 kg Detaljer...   | Rizki Juniansyah Indonesien | 354 kg            | Weeraphon Wichuma Thailand   | 346 kg | Bozhidar Andreev Bulgarien                          | 344 kg |
| 89 kg Detaljer...   | Karlos Nasar Bulgarien      | 404 kg 0VR0, 0OR0 | Yeison López Colombia        | 390 kg | Antonino Pizzolato Italien                          | 384 kg |
| 102 kg Detaljer...  | Liu Huanhua Kina            | 406 kg            | Akbar Djuraev Uzbekistan     | 404 kg | Jaŭheni Tsichantsoŭ Individuella neutrala idrottare | 402 kg |
| +102 kg Detaljer... | Lasha Talakhadze Georgien   | 470 kg            | Varazdat Lalayan Armenien    | 467 kg | Gor Minasyan Bahrain                                | 461 kg |

Denna tabell: visa • redigera

## Medaljtabell
*   Värdland ( Frankrike)
| Nr                   | Nation                          | Guld | Silver | Brons | Totalt |
| -------------------- | ------------------------------- | ---- | ------ | ----- | ------ |
| 1                    | Kina                            | 5    | 0      | 0     | 5      |
| 2                    | Bulgarien                       | 1    | 0      | 1     | 2      |
| 2                    | USA                             | 1    | 0      | 1     | 2      |
| 4                    | Georgien                        | 1    | 0      | 0     | 1      |
| 4                    | Norge                           | 1    | 0      | 0     | 1      |
| 4                    | Indonesien                      | 1    | 0      | 0     | 1      |
| 7                    | Thailand                        | 0    | 2      | 1     | 3      |
| 8                    | Colombia                        | 0    | 2      | 0     | 2      |
| 9                    | Uzbekistan                      | 0    | 1      | 0     | 1      |
| 9                    | Kanada                          | 0    | 1      | 0     | 1      |
| 9                    | Rumänien                        | 0    | 1      | 0     | 1      |
| 9                    | Egypten                         | 0    | 1      | 0     | 1      |
| 9                    | Armenien                        | 0    | 1      | 0     | 1      |
| 9                    | Sydkorea                        | 0    | 1      | 0     | 1      |
| 15                   | Ecuador                         | 0    | 0      | 2     | 2      |
| 16                   | Storbritannien                  | 0    | 0      | 1     | 1      |
| 16                   | Kinesiska Taipei                | 0    | 0      | 1     | 1      |
| 16                   | Bahrain                         | 0    | 0      | 1     | 1      |
| 16                   | Italien                         | 0    | 0      | 1     | 1      |
| –                    | Individuella neutrala idrottare | 0    | 0      | 1     | 1      |
| Totalt (19 nationer) | Totalt (19 nationer)            | 10   | 10     | 10    | 30     |